# 밀리 브라이트
밀리 브라이트(영어: Millie Bright, 1993년 8월 21일 ~ )는 잉글랜드의 여자 축구 선수이다. 포지션은 수비수이며, 현재 잉글랜드 FA 여자 슈퍼리그의 첼시 FC 위민에서 활동하고 있다.

## 클럽 경력
2009년부터 2013년까지 동커스터 로버스 벨스 소속으로 활약했으며 2011년부터 2012년까지는 리즈 유나이티드로 임대되기도 했다. 2014년 12월에는 첼시와의 계약을 체결했고 2015 FA 여자 슈퍼리그 1부 시즌에 데뷔했다. 첼시는 2015 FA 여자 슈퍼리그 1부 시즌에서 10승 2무 2패를 기록하면서 우승을 차지했고 2016-17 UEFA 여자 챔피언스리그 본선 진출 자격을 획득하는 영예를 안았다.

## 국가대표 경력
2011년부터 2012년까지 잉글랜드 여자 U-19 축구 국가대표팀 선수로 활약했고 2013년부터 2016년까지 잉글랜드 여자 U-23 축구 국가대표팀 선수로 활약했다. 2016년 9월에 열린 벨기에와의 UEFA 여자 유로 2017 예선 경기에서 후반전 추가 시간에 캐런 카니와 교체되어 들어가면서 잉글랜드 여자 축구 국가대표팀 선수로 데뷔했다.
UEFA 여자 유로 2017에서는 네덜란드와의 준결승전 경기에서 대회 유일의 자책골을 기록했다. 2019년 2월에는 부상으로 인해 시빌리브스컵에 불참했지만 부상에서 회복되면서 2019년 FIFA 여자 월드컵에 참가했다.

## 수상

### 클럽
동커스터 로버스 벨스
- FA 여자 슈퍼리그 2부 준우승 1회 (2014)

첼시
- FA 여자 슈퍼리그 1부 우승 2회 (2015, 2017-18)
- FA 여자컵 우승 2회 (2015, 2018)

### 개인
- 2016년 잉글랜드 축구 협회 선정 올해의 여자 청소년 선수상 수상